# Олександр І Обренович
Олекса́ндр I Обре́нович (серб. Александар Обреновић; 14 серпня 1876, Белград, Сербське князівство — 11 червня 1903, Белград, Сербія) — король Сербії з 1889 по 1903 рік, останній представник династії Обреновичів. Вбитий групою офіцерів-заколотників разом з дружиною, королевою Драгою, під час Травневого повстання.

## Ранні роки
Олександр Обренович народився 14 серпня 1876 року в Белграді. Він був єдиним сином сербського князя Милана Обреновича і його дружини, доньки заможного бессарабського поміщика і полковника російської служби, Наталії Обренович (Кешка). У 1887 році, після того, як відносини між подружжям остаточно зіпсувалися, Мілан, до того часу вже змінив княжий титул на королівський, розійшовся з дружиною і уклав з нею формальний договір, згідно з яким Олександр повинен був виховуватися в Німеччині і Франції під наглядом матері. Наталя забрала майбутнього короля з собою в Вісбаден, проте вже незабаром король Сербії відправив до Німеччини генерала Косту Протіч, який, заручившись підтримкою прусської поліції, викрав Олександра і доставив до батька.

## Прихід до влади
У 1885 р. король Мілан розв'язав невдалу війну проти Болгарії. Об'єднання Східної Румелії із Болгарським князівством розглядалося Міланом I як порушення балансу сил на Балканах і зміцнення позицій Болгарії, що представляло загрозу для Сербії в проведенні експансії в Македонії. Після поразок у битві в Сливниці (5-7 листопада) та Піроті (26-27 листопада) військова авантюра сербського короля завершилась провалом. Завдяки посередництву Австро-Угорщини, яка прийшла на допомогу королю Мілану I, військові дії припинилися. 19 лютого 1886 р. в Бухаресті було підписано мирний договір, який відновлював довоєнне становище обох держав.
Коли плани Мілана I потерпіли крах, король звільнив лідерів радикальної партії із в'язниці і уклав з ними політичну угоду. Мілан I погоджувався передати владу радикалам і прийняти ліберальну конституцію, тоді як радикали гарантували збереження престолу за династією Обреновичів. Нова Конституція вступила в дію 22 грудня 1888 р. і проголошувала Сербію парламентською монархією. Домовленість із радикалами дала змогу Мілану I закріпити династію на престолі. Таким чином, 22 лютого 1889 р. король відрікається від престолу на користь свого 12-річного сина Олександра та залишає країну. До повноліття нового короля була назначена регентська рада у складі трьох вірних династії осіб: Йована Ристича (голова ради), Кости Протича та Йована Белимарковича.
Однак політична угода між Обреновичами та радикалами мала тимчасовий характер і більше свідчила про ослаблення монархії, ніж посилення радикалів. З лютого 1889 р. по серпень 1892 р. радикали провели ряд реформ, які стосувалися внутрішньополітичних питань, господарства, фінансів, війська та церковних справ. В першу чергу, перетворення були направлені на ослабення монархії в Сербії. В області зовнішньої політики радикали опиралися на Росію, з якою були відновлені дружні відносини. У 1891 р. король Олександр в супроводі Й. Ристича та К. Протича відвідав Петербург. Сербський уряд також намагався активізувати свою діяльність у Македонії. З 1886 р. в Белграді діяло Товариство Св. Сави, яке займалося сербською пропагандою в Македонії. В Скоп'є, Приштині і Салоніках були відкриті сербські консульства. За цей час незадоволені їх політикою реакційні кола виступили проти радикального уряду. Було створено ліберальний уряд на чолі з Йованом Авакумовічем, який розпочав безпрецедентну в історії Сербії другої половини XIX ст. чистку державного апарату. Намагаючись покінчити із впливом радикалів на місцях, ліберали розгорнули їх звільнення із керівних постів громадських органів. З 9 серпня 1892 по 1 квітня 1893 р. ліберали видали 167 наказів про звільнення 350 радикалів. Значні права для цього отримала поліцейська влада. Загроза репресій проти радикалів ще більше зросла, після того як  Белградом поширились чутки, що генерал Й. Белімарковіч заявив: «Скоро пси наситяться м'ясом радикалів». Діяльність лібералів викликала супротив не тільки збоку радикалів, а й зі сторони селянства, яке було стривожене самоуправлінням громад. Під час виборчої кампанії на початку 1893 р. ліберали здобули перемогу, а задля власної більшості в уряді ліквідували декілька мандатів радикальної партії, порушивши в такий спосіб положення Конституції 1888 р.
Антиконституційна діяльність лібералів була перервана державним переворотом. 1 квітня 1893 р. король Олександр Обренович, який ще не досягнув свого повноліття, з допомогою військових взяв владу в свої руки, пояснивши свій вчинок бажанням врятувати Сербію та Конституцію. За свідченням голови Державної Ради Л. Докича, план державного перевороту виник ще вкінці 1892 р. Сучасників цих подій найбільше цікавило питання — чи брав участь у підготовці перевороту король Мілан. Прямих доказів цього немає. Однак важно уявити, щоб нерішучий за своїм характером король Олександр відважився на такий різкий поворот. Ймовірно, король Мілан не тільки «благословив» переворот, а й приклав зусиль для його підготовки. Відомо, що з ініціативи Мілана в березні 1893 р. Л. Докіч мав із ним зустріч, а в ніч, коли Олександр І оголосив регентам і міністрам про своє рішення, Й. Ристич, за його словами, постійно дивися в сторону дверей, очікуючи на прихід колишнього короля.
В Сербії звістку про державний переворот було сприйнято позитивно, за винятком лібералів. Особливо він був вигідним радикалам, які повернулись із опозиції в уряд, який очолив Л. Докич. Новий уряд одразу розпустив скупщину, назначивши її нове обрання: вибори принесли переконливу перемогу радикалам, які здобули 88 % голосів. Ліберали на знак протесту не виставляли своїх кандидатів. Нова скупщина скликалася тільки двічі: 1 червня та 1 листопада. Основною її задачею стала ратифікація торговельного договору із Австро-Угорщиною, який був укладений 28 червня 1892 р. А також була продовжена торговельна угода з Росією, яка в підсумку була підписана 15 вересня 1893 р.

## Управління країною

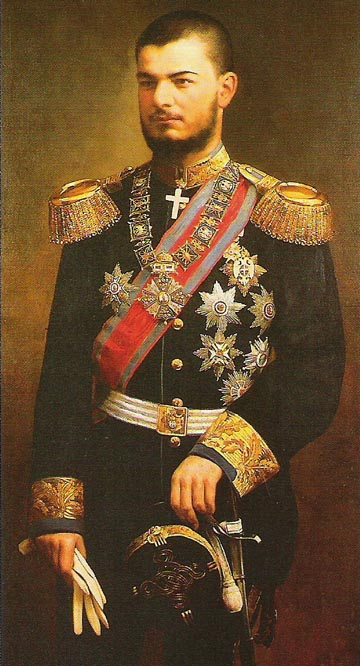
Король Сербії Олександр Обренович

Спочатку між монархом та радикалами майже не було протиріч. В своєму середовищі вони навіть називали його «радикальним королем». Однак після зустрічі з батьком у вересні 1893 р. в Опатії він повністю змінився. Використовуючи різні засоби, батько і син Обреновичі готувалися до розширення своїх прерогатив в порушенні Конституції 1888 р. і наступу на демократичні завоювання попереднього десятиліття, до зміщення із політичної арени свого головного противника — радикальної партії. Молодий король виявився достойним наступником свого батька саме в цій позиції. При зустрічах Мілан не переставав йому нагадувати хто є «найбільшим злом» для Сербії. Ймовірно, завдяки порадам Мілана король почав діяти таким чином, щоб викликати розкол у керівництві радикальної партії — розділити їх на прибічників Л. Докіча, так званих «придворних радикалів» та прибічників Н. Пашича. Звісно, Пашич і як політик, і як особистість випереджав Докіча і його прибічників, а його вплив у державі все більше зростав. Король планував відправити Н. Пашича послом в Росію. Але на з'їзді радикальної партії в 1893 р. група Пашича отримала переконливу перемогу над прибічниками Докіча. Олександр Обренович тримав радикалів при владі лише для того, щоб затвердити бюджет, після чого планував сформувати нейтральний уряд. Король надіявся на підтримку Відня, але міністр закордонних справ Густав Кальнокі не хотів втручатися в політичне життя Сербії, в якій були популярні анти-австрійські настої. В результаті кількаденних консультацій король доручив формування уряду «придворному радикалу» Саві Груїчу, так як Л. Докіч залишив свій пост через хворобу.
9 січня 1894 р., порушивши всі домовленості між Петербургом та скупщиною, повернувся екс-король Мілан. 13 січня молодь влаштувала в столиці демонстрацію. Перед палацом при вигуках «Хай живе Контитуція» маніфестанти намагалися спалити прокламацію короля Олександра від 1 квітня 1893 р., в якій він обіцяв правити тільки в рамках Конституції, але демонстрацію було розігнано поліцією. Скупщинський клуб радикалів опублікував заяву, в якій звинуватив Мілана в порушенні даного ним слова, а також заявив, що будь-яка участь колишнього короля в державних справах розглядається як діяльність проти Конституції. Радикальний уряд С. Груїча після 9-місячного перебування при владі пішов у відставку. 12 січня був створений «нейтральний» кабінет Джордже Симича (січень — березень 1894 р.).
У Петербурзі добре розуміли, що надії та зміни зовнішньополітичного курсу Сербії з приїздом Мілана потерпіли крах. Російський дипломат В. Ламздорф так описав російські настрої в сербському питанні: «Молодий король Олександр віднині не викликає у нас великої довіри і зараз важливо не дуже тиснути на нього, щоб не отримати ще одного противника на Балканах, віддавши його в обійми Австрії. Мілан, скоріш за все, не залишить країну, не отримавши за це свою винагороду. Краще би вже Карагеоргієвичів замість цих Обреновичів». Цікаво, що під час балу в Зимовому палаці 20 лютого 1894 р. імператор Олександр III в присутності гостей сказав сербському послу Ніколі Пашичу: «Коли ж тварюка Мілан залишить Сербію».
З приїздом Мілана король Олександр ще більше посилив гоніння на радикалів. Кабінет Д. Симича, який позиціонував себе як «нейтральний», за два місяці видав 1156 наказів із яких 218 стосувалися звільнення членів радикальної партії зі служби. Для того, щоб завадити уряду продовжувати політику радикали скликали скупщину. Олександр вирішив вийти із кризи іншим шляхом: створити новий уряд на чолі із С. Ніколаєвічем (березень — жовтень 1894 р.). Уряд скасував Закон про вигнання короля Мілана, однак суд протестував це рішення, нагадуючи королю Олександру, що виконавча влада не має права скасовувати прийняті закони, згідно з Конституцією 1888 р. Король опинився перед вибором: продовжувати політику в рамках Конституції або скасувати її та посилити свою авторитарну владу. Не бажаючи можливого селянського бунту, 9 травня 1894 р. Олександр Обренович відновлює консервативну Конституцію 1869 р. і всі закони, прийняті на її основі. Таким чином, молодий король за 14 місяців свого правління здійснив другий державний переворот. Реанімація попередньої Конституції означала повернення на 25 років назад. Літом 1894 р. король Олександр здійснив велику закордонню подорож по кількох країнах.
Поступово в Сербії зростало незадоволення політикою Обреновичів, яке все більше посилювалося через фінансові труднощі. Державна казна опустіла, країна була не в змозі виплачувати відсотки за іноземними позиками. До того ж 1893 та 1894 роки були неврожайними, було втрачено багато виноградників, які становили одну із ключових ланок сербського експорту. Уряд Н. Христича, що знаходився при владі з жовтня 1894 р. по червень 1895 р., був змушений укласти договір про позику в Карлсбаді з рядом західноєвропейських банків. Ця угода ставила в залежність від інших держав головні джерела сербських державних доходів: залізниці, а також винну та соляну монополію. Однак більшість членів скупщини — прогресивна партія або її ще називали партією напредняків (від серб. напредак — прогрес) — заявили, що не затвердять Карлсбадську угоду, поки не отримають владу в уряді. Через те, що підходив строк виплати, а казна все ще була пустою, король був змушений передати владу напреднякам на чолі з Стояном Новаковічем. Головна мета прогресивної партії заключалася в конституційній реформі. С. Новакович входив до складу комітету, що складав Конституцію 1869 р., і головний її недолік він вбачав в установлені в Сербії однопалатної системи народного представництва.
У квітні 1885 р. в м. Ниш відбулося чергове зібрання скупщини, на якій прибічники Новаковіча вже на державному рівні підняли питання конституційних реформ. Влітку С. Новакович очолив Державну раду і став віце-головою Головного комітету напредняцької партії. 5 липня 1895 р. король Олександр запропонував йому сформувати новий кабінет, але Новаковіч погодився при одній умові — затвердження королем його програми, що називалася «Мемуар про план, за яким повинні вестися державні справи». Програма містила в собі різку критику існуючої системи в Сербії, головним недоліком якої було збереження міланівських методів управління. Під ними Новаковіч вбачав недовіру королю та уряду і залежність останнього від монарха. Особлива увага приділялася періоду з січні 1894 р., коли уряд практично не виконував своїх функцій. Значне місце приділялося міжнародним відносинам. Новаковіч вважав, що Сербія не повинна орієнтувати на одну країну, але підтримувати відносини з великими державами зобов'язана. Стосовно внутрішньої політики в документів піднімалося два актуальних питання: фінансове та конституційне. Новакович пропонував заключити нову позику і відкласти конституційну реформу на час завершення мандату скупщини.
У підсумку 6 липня король Олександр прийняв «Мемуар» і наступного дня було сформовано уряд С. Новаковича. Однак король Олександр не поспішав виконувати свою обіцянку з реформою, перебуваючи під впливом батька. Він розпочав маневрувати між партіями, висунувши нову вимогу для проведення конституційної реформи — залучення радикальної партії до розробки Основного закону. При дворі велися таємні переговори з лідером радикалів С. Груїчем. Одночасно активізувалися ліберали. 3 вересня 1895 р. в Белграді відбулося засідання їхньої партії, на якому Й. Ристич заявив, що Сербії потрібний тільки Основний закон, так як Конституція 1869 р. сильно застаріла, а нова — потребує ґрунтовних змін. 3 березня 1896 р. король Олександр вперше за 3 роки викликав до себе Й. Ристича, щоб обговорити конституційну реформу. Засідання конституційної комісії розпочалося 15 квітня під керівництвом короля. С. Новаковіч висунув ідея створення в Сербії сенату в якому 20 сенаторів назначатимуться королем, а кожний округ та столиця Белград обиратимуть ще по 2 сенатора. Окрім того, членами сенату також будуть наступник трону (в разі повноліття), митрополит сербський, 2 представники Державної ради, по одному представнику від судів, член архієрейського собору, 2 професори Великої школи і представник Народного банку із числа його акціонерів. Для сенаторів встановлювався віковий та майновий цензи: не молодше 40 років та сплачувати не менше 100 динарів прямого податку. 28 квітня проект Нової конституцій вже був готовим. Однак король з допомогою радикалів відклав її прийняття на невизначений термін. Було заявлено, що радикали та ліберали відмовляються від підготовки прийняття Конституції. С. Новакович все ж таки продовжував роботу: він ще раз виніс на обговорення в скупщині це питання, однак його не підтримали. Маневри С. Новаковіча завершилися тим, що король Олександр відправив його у відставку 26 грудня 1896 р. Було створено новий уряд на чолі із Д. Сімічем, до якого увійшли 4 радикали та 4 нейтральних.
Король аргументував відмову прийняття нової Конституції зовнішніми обставинами, зокрема, міжнародними ускладненнями після греко-турецької війни. На думку С. Новаковіча, яку він пізніше висловив у своїх спогадах, у короля саме в цей час виникло бажання одружитися з Драгою Машин, придворною дамою королеви Наталії Обренович, яка була старша від нього на 12 років і мала серед населення погану репутацію. Кабінет Д. Симича не зумів провести реформу і подав у відставку. Наступний уряд очолив Владан Джорджевіч в складі напредняків та безпартійних чиновників. В. Джорджевіч поділяв думку короля, що політичні інтриги негативно відображаються в суспільстві, тому єдиним виходом з цієї ситуації є встановлення сильної адміністрації та судочинства. Розпочалася хвиля жорстких реформи: була заборонена діяльність будь-яких партій на селі, голови громад відтепер не обралися на віче, а назначалися королем, встановлювалася цензура на друк інформації про конституційну реформу, і найцікавіше — екс-король Мілан назначався головнокомандувачем сербської армії. Жорсткий політичний курс Джорджевіча дав змогу королю Олександру повернути авторитарний режим в країні.
Політичні переміни в Сербії були негативно сприйняті Петербургом. Остерігаючись можливої нестабільності на Балканах Росія використала фінансове питання як важіль політичного тиску на Сербію, вимагаючи негайної оплати відсотків за позиками 1867, 1876 і 1890 рр. Сербський уряд відповів імператору Миколі II, що коштів зараз немає. Осудження королем партійних інтриг також відобразилися на організації партії. Ліберальна партія розчарувалася в своєму лідері Й. Ристичі, який пішов на зближення з двором і розгорнула свою політику поза діяльністю Ристича на чолі з адвокатом С. Рібарацом. Радикальна партія вже не могло вести боротьбу на легальній основі через нападки збоку короля, а підбурювати населення до повстання у неї не було можливості, так як проти неї могли б виступити організовані війська Мілана.
Підбиваючи підсумки, слід зазначити, що, по перше, режим короля Олександра охарактеризувався крайньою політичною нестабільністю. Вже в перші роки його правління було зрозуміло, що повернути позиції, на які претендував ще король Мілан буде неможливо через незадоволення політичних партій. По друге, в зовнішній політиці Сербія маневрували між Австро-Угорщиною та Росією, а повторний прихід Мілана викликав негативне відношення Петербургу до політики нового короля.
Багато проблем викликала готовність Олександра беззастережно прислухатися до порад батька, короля Мілана, котрого як простий люд, так і політичні кола оцінювали вкрай негативно. Мілан, котрий вдруге покинув Сербію навесні 1895 р., «підбив» сина на цілу низку кроків, що спричинили гостре невдоволення в країні. Одним із них було відзначення сербською державною нагородою австрійського чиновника Беньяміна Калая, з ім'ям якого небезпідставно пов'язували погіршення становища сербського населення Боснії та Герцеговини й активізацію антисербських настроїв у Відні в цілому. Ця, на перший погляд, не надто важлива подія спричинила чергове загострення політичних інтриг і, врешті-решт, відставку чергового сербського уряду.
Політична криза в Сербії (1897—1899) також пов'язана з королем Міланом, який вдруге повернувся до країни в жовтні 1897 р. Його відразу призначили командувачем сербської армії, надавши таким чином вагомих аргументів у нав'язуванні власної думки при вирішенні будь-яких важливих питань. Для реформування армії Мілан справді зробив багато (це визнавали навіть його опоненти), проте його присутність у країні загострила відносини Сербії з окремими її постійними зовнішньополітичними партнерами (Росією, Болгарією) і посилила внутрішньополітичні суперечності. Улітку 1899 р. на Мілана здійснено замах. Цю акцію режим використав для запровадження надзвичайного стану й жорстокої розправи з політичними противниками, насамперед радикалами. На лаві підсудних опинився  лідер Радикальної партії Нікола Пашич, якому пощастило врятувати своє життя лише завдяки втручанню австрійського уряду.
Політичну нестабільність і кризу владних структур не вдалося подолати й після смерті короля Мілана в січні 1901 р. і рішучих спроб Олександра дистанціюватися від батька та його політики. Останній Обренович зробив ще одну спробу взяти ситуацію в країні під хоча б відносний контроль, прийнявши 6 квітня 1901 р. нову Конституцію. Конституція, в розробці якої брали участь представники всіх політичних партій, крім Ліберальної, виявилася прогресивнішою за Конституцію 1869 р., але консервативнішою за основний закон 1888 р. Відтепер у Сербії запроваджувався двопалатний парламент, при цьому Скупщина залишалася зборами народних обранців, тоді як новостворений Сенат мав відігравати роль інструмента королівського впливу.
Загравання з політичною опозицією не дало бажаних наслідків. Так само безуспішною виявилася спроба повернутися під патронат Відня і отримати підтримку Габсбурзької монархії в боротьбі проти внутрішніх ворогів. 23 березня 1903 р. в Белграді відбулися масові демонстрації протесту, у відповідь на які король призупинив чинність Конституції й розпустив Скупщину і Сенат.

## Подружнє життя

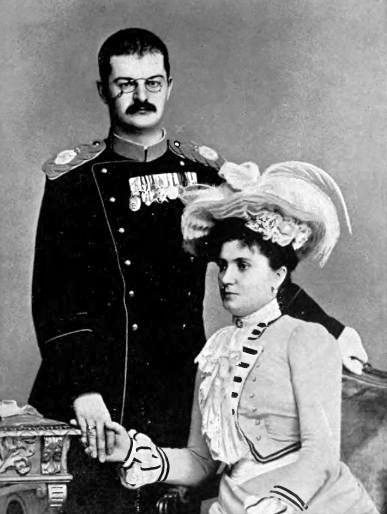
Король Олександр та його дружина Драга.

23 липня 1900 року Олександр Обренович одружився з Драгою Машин, кохання до якої проніс через все своє життя. Взяти в дружини вдову, що на 12 років була старша від нього — було згідно з сербськими патріархальними поняттями непристойно для звичайного громадянина, не говорячи вже про монарха. Столичні жителі (особливо офіцери) до того ж володіли достовірною інформацією про те, що у пані Машин — колишньої фрейлін королеви Наталі — досить непристойне минуле. Потім, як зафіксував в щоденнику Мілан Мілічевич, «протестували всі, навіть ті, хто ще вчора байдуже спостерігав за вигнанням громадян з країни». Міністри подали у відставку, а екс-король написав із Відня сину: «Наша династія і так пережила багато ударів, але твоє рішення стало б для неї роковим…І якщо воно незмінне, то мені залишається лише молитися Богу за мою Батьківщину» Мілан надіявся на шлюб Олександра з наступними принцесами: Александра Кароліна фон Шаумбург-Липпе (1879—1949 рр.), Сібіла фон Гессен-Кассель (1877—1952 рр.), а також Ксенія, принцеса Чорногорії , дочка Ніколи Негоша.
Олександр розумів як обернеться для нього дане одруження, тому зі зміною політичного курсу він мав наміри повернути авторитет короні. В країні назрівали зміни. І вже при так званому «весільному» міністерстві Алекси Йовановича був обмежений поліцейський терор, а в зв'язку з днем народження Драги було оголошено амністію радикалам, що були засуджені за справу про Іванданський атентат 1899 р. Але найважливішим поворотом в політиці було зближення з Росією.
Повідомивши міністру Мансурову рішення про одруження з Драгою ще до офіційного про те оголошення, король звернувся «для повного задоволення народу» до імператора Росії з проханням зберегти по відношенню до нього «спадкоємне право хресного батька». У відповідь Олександр обіцяв дати своїй політиці новий напрямок: «збереження для неї опори в охоронних елементах, але знищення при цьому гніту і свавілля у внутрішній політиці та усунення всього, що заважало б зближенню з Росією, — в зовнішній».
У Петербурзі поблажливо поставилися до прохання хрещеника імператора, і 16 липня в Белград була надіслана телеграма міністра закордонних справ, графа В.Н.Ламздорфа, в якій йшлося про те що, на весіллі Миколу II буде представляти Мансуров. Згідно з оцінкою Н.В.Чарикова, що зайняв 16 вересня 1900 року пост російського посланника і повноважного міністра Сербії, це «був час розквіту знову відродженої російсько-сербської дружби» .У короля виникла ідея спільного візиту з Драгою в Росію. Прийом їх російським імператорським подружжям надав би «сумнівній» сербській королеві шукану легітимність.
Наприкінці літа 1900 року було оголошено про вагітність Драги, хоча було відомо, що вона безплідна. Олександр, з нетерпінням очікував наступника чи наступницю престолу, а піддані заповнили палац дарунками. Лікарями було встановлено терміни вагітності. З наближенням родів з різних країн були викликані найавторитетніші спеціалісти . Белград готувався до цієї події, місто було прикрашене, на святкування були запрошені багато з відомих знаменитостей з-за кордону. Проте роди не наставали. Акушери були розгублені, і призначили йодомарин з надією, що він допоможе. В квітні 1901 року було повідомлено про те, що дитини не буде. Користуючись сучасною термінологією, в Драги була уявна(помилкова) вагітність.
Ця звістка досить сильно підірвала авторитет Олександра, і його візит до Росії був відкладений на невизначений час.

## Вбивство
У травні 1903 року серед офіцерів белградського гарнізону був організований заколот — його учасники прийняли рішення про вбивство короля. Навіть таємні служби доповіли про це Олександру Обреновичу. Проте він не придав цьому значення.
«Події 29 травня 1903 року неможливо відокремити від особистості Мілана Обреновіча, — констатував прекрасний знавець тієї епохи Мілан Йованович-Стоіміровіч, — бо змова народилася в той момент, коли рознеслась звістка, що його син наказав убити батька, якщо той силою спробує перейти кордон Сербії».
Те ж саме підтвердили молоді учасники заколоту. Причому, поки Мілан Обренович був живий, вони припускали всього лише «вигнати» короля Олександра з дружиною із Сербії і повернути його батька, але після смерті Мілана, доля сина була вирішена інакше.
Останньою краплею для оточуючих стала чутка про те, що у зв'язку з неможливістю мати дітей, Олександр проголосить наступником сербського престолу одного з братів Драги — Нікодіма. Це викликало незадоволення у широких мас населення.
У ніч з 28 на 29 травня 1903 року групи озброєних офіцерів, що належали до організації «Чорна рука», під командуванням Драгутіна Дімітрієвича і на чолі з братами покійного першого чоловіка королеви увірвались в королівський палац. З надмірною холоднокровністю і жорстокістю вони розправились з Олександром, Драгою і двома братами королеви Нікодимом і Ніколкою, прем'єром і військовим міністром, а міністр поліції був тяжко поранений.
На тілі короля нарахували 6 кульових поранень і 40 слідів шабельних ударів, на тілі королеви — два кульові поранення, 63 удари шаблі. Королева вся була порубана, груди відрізані, живіт, щоки, руки теж порізані, особливо великі розрізи між пальців, — ймовірно, королева схопилася руками за шаблю, коли її вбивали, що, мабуть, спростовує думку лікарів, що вона була вбита одразу. Крім того, тіло її було вкрите численними синцями від ударів підборів, що завдали їй офіцери. Коли вбивці натішилися вдосталь, вони викинули їх через вікно в палацовий сад, з другого поверху, причому труп Драги був абсолютно голий. Трупи короля і королеви пролежали більше доби, поки в Белграді йшли народні гуляння.
Загребська газета "Србобран" друкує слова сербського міністра Живковича до народу, вимовлені зразу після вбивства короля і королеви. Живкович пояснив це так: «Вночі Олександр, який задумав прогнати королеву Драгу, стягнув два полки до палацу, але прихильники королеви заступилися за неї. Сталася сутичка, в якій і загинули король і королева. Їх немає чого жалкувати!»
Відзначилася також белградська газета "Статутний Србіта". Про вбивство короля і королеви вона надрукувала один рядок петитом у відділі хроніки. Султан Абдул-Гамід, дізнавшись про події в Белграді, був настільки шокований, що з ним сталося щось на зразок нервового зриву. Подробиць він не захотів і слухати. Турецьким газетам заборонено цензурою писати про події. Надруковано лише, що король і королева сербські померли.
Тіла короля Олександра Обреновича і королеви Драги поховані вночі в родинному склепі Обреновічів, в Афінській капелі кладовища св. Марка. Поховання проведено у тиші і тривало тільки з 1:30 до 3:00. Всі офіцери зняли зі своїх шапок кокарди з ініціалами Олександра. Місто було прикрашене національними прапорами.

## Після смерті
Белградський кореспондент «Neue Freie Presse» з достовірного джерела дізнався звістку, що ніби королева Драга залишила 11 мільйонів франків, які зберігаються в англійському банку. Вигадано. Насправді за своє трирічне перебування на королівському троні Драга зібрала всього 900 000 франків. Матеріальне становище короля Олександра — незначне. Нерухомість Обреновичів ще при Мілані була обтяжена боргами і закладена здебільшого в російському Волзько-Камському банку. У палаці після вбивства було знайдено 80 тис. фр. готівкою.

## Театр
Белградську трагедію встигли вже перенести на сцену. У театрі Карлсруе розігрувалася чотирьохактна п'єса на цей сенсаційний сюжет. На афішах великими буквами були позначені назви картин: «Драга», «Царевбивство», «Помста народу» тощо. На закінчення виконувався «сербський національний гімн». П'єса «створена» донині невідомою Северин Будровіч і робила, колосальні збори.

## Кіно
«Кінець династії Обреновичів» — телесеріал у вигляді драматичної хроніки, знятий в 1995 році РТСом. Сценарій написав Радомир Подорожній, режисер Сава Мрмак. У серіалі показані політичні події в житті Сербії з 1901 року до травневого перевороту 29 травня 1903, коли король Олександр (Тихомир Станич) і королева Драга Машин (Лільяна Благоєвич) були вбиті, а на престол зійшов король Петро I Карагеоргієвич. Серіал складається з 11 серій, в 9 з яких використано історичні джерела, а в останніх двох сценарій частково довільний. У восьмий серії використані фрагменти з серіалу «Дмитро Туцовіч».

## У художній літературі
- Альфонс Доде. «Короли в изгнании» (1897)
- В. С. Пікуль. «Честь имею» (1986)